# Parafia Świętych Aniołów Stróżów w Mrzezinie
Parafia św. Aniołów Stróżów w Mrzezinie – rzymskokatolicka parafia usytuowana w przy ulicy Puckiej w Mrzezinie w gminie Puck. Wchodzi w skład dekanatu Puckiego w archidiecezji gdańskiej.

## Historia
W roku 1921 powstało Towarzystwo Budowy Kościoła. Od maja 1930 Towarzystwem zarządzali: ks. Edmund Fittkau, proboszcz w Pucku – prezes, Józef Koss kołodziej z Połchowa – wiceprezes, Paweł Góra nauczyciel z Mrzezina – sekretarz, Jan Jeka rolnik z Mrzezina – skarbnik. Ziemię i materiały budowlane pod budowę świątyni podarowała rodzina von Billow z Osłonina. Miejscowi wierni stawiali kościół systemem gospodarczym. 
Plany kościoła wykonał architekt Wojciech Liebert z Pucka według projektu proboszcza puckiego i Leona Wysockiego. 23 lipca 1933 świątynia była gotowa. Dziekan pucki dokonał poświęcenia kościoła.
W czasie okupacji kościołowi zabrano trzy dzwony, które nigdy nie zostały odzyskane. Po wojnie życie religijne organizowali: ks. Alfons Kreft i Marian Kobusiński. 
Parafia posiada dom katechetyczny, cmentarz i kaplicę pogrzebową.
W 2013 rozpoczęto budowę nowego kościoła według projektu architekta Jana Reniszewskiego. 13 października abp Sławoj Leszek Głódź – metropolita gdański, wmurował kamień węgielny i poświęcił ołtarz. Rok później kościół został oddany do użytku i konsekrowany 12 października 2014 przez bpa Wiesława Szlachetkę.
W 2021 stary kościół został wyburzony, a na jego miejscu urządzono zieleniec i ołtarz polowy.

## Proboszczowie
- 1983–2012: ks. kan. Kazimierz Kopciewicz[3]
- 2012–2022: ks. kan. mgr Adam Zdrojewski[4]
- od 1 VII 2022: ks. kan. mgr lic. Dariusz Ławik[5][6]
  - kapelan diecezjalny Ochotniczych Straży Pożarnych od 18 XI 2022
  - przewodniczący Rady ds. Ekumenizmu w archidiecezji od 29 I 2021
  - diecezjalny duszpasterz ds. ekumenizmu od 1 I 2000